# 柏寒 (中共)
柏寒（1922年—），安徽省泗县人，生于泗县刘圩镇。
新四军刚好进驻刘圩镇时报名参军，很快就被派到新四军对敌工作部。历任民运干事、敌工科长、敌工部长、联络参谋、县委联络部长、区党委联络部代部长、蚌埠市军管会军法处长、蚌埠市公安局局长兼市检察长。
曾参与策划过几个县城的汪伪军队起义。曾奉命“四进徐州”。发展了乜庭宾、齐兆祥、郎守业为中共党员，策动国民党新编第六路军郝鹏举起义。
1948年6月，中共中央华中分局江淮区党委组建，柏寒任联络负责人。蚌埠“解放”后，柏赛担任蚌埠市军管会军法处处长、市公安局局长兼淮河水上公安局长、检察长。
1952年调到中央公安部工作，1953年3月，担任中共中央警卫局办公室主任。1956年，担任公安部十八局副局长。1958年，担任浙江省计划委员会秘书长（地级）。不久上调到杭州钢铁厂，任党委书记。
1966年文革开始时被开除党籍。1986年6月27日恢复党籍。
柏寒撰写了《国民党倒戈内幕》、《华东战场的最高机密》、《蚌埠人物志》、《淮海战役秘密战》、《特殊使命》等资料。